# Edda Dell'Orso
Edda Sabatini, coniugata Dell'Orso (Genova, 16 febbraio 1935), è una cantante italiana.
Per la sua attività nel mondo musicale ha sempre usato il cognome del marito, il noto compositore e pianista Giacomo Dell'Orso; la sua voce da soprano è legata principalmente alla colonna sonora del film Giù la testa di Sergio Leone, scritta da Ennio Morricone, ma la sua carriera è comunque notevole sia per la qualità del suo lavoro che per le sue numerosissime collaborazioni. Nel 1996 è la voce solista per la colonna sonora di Ennio Morricone per il film I magi randagi di Sergio Citti.

## Biografia
Genovese, si trasferisce a Roma con la famiglia; si diploma nel 1956 in canto e pianoforte all'Accademia nazionale di Santa Cecilia di Roma, e comincia l'attività come corista nel gruppo corale di Franco Potenza.
Nel 1958 sposa Giacomo Dell'Orso, conosciuto all'Accademia nel 1952 e da cui avrà un figlio e una figlia; dopo due anni entra nei "Cantori Moderni" di Alessandroni, dove ha modo di partecipare all'incisione di molti 45 giri di artisti della RCA Italiana.
È appunto durante queste registrazioni, dove spesso è presente come arrangiatore Ennio Morricone, che il maestro nota la voce da soprano, con un'estensione di tre ottave, della Dell'Orso, e decide di affidarle delle parti da solista nella realizzazione di alcune colonne sonore, tra cui le più note di questo periodo sono Il buono, il brutto, il cattivo nel 1966 e C'era una volta il West nel 1968, entrambe di Sergio Leone.
Pur continuando a cantare nel gruppo vocale di Alessandro Alessandroni, Edda Dell'Orso inizia un'attività da solista, cantando tra gli altri negli album Per un pugno di samba di Chico Buarque de Hollanda e l'omonimo del 1970 di Claudio Baglioni, non ancora famoso.

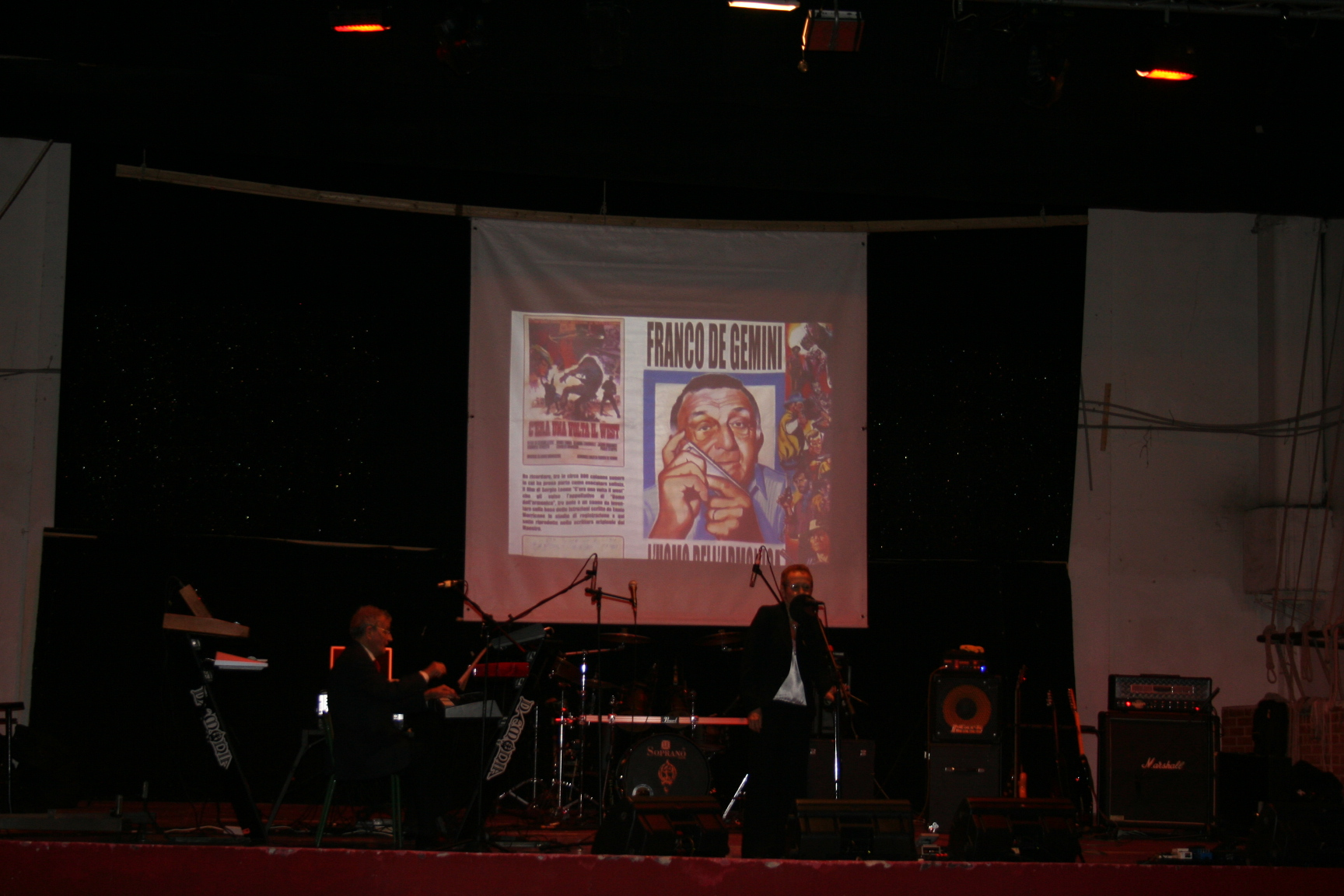
Edda Dell’Orso intona una celebre composizione tratta dal film C'era una volta il West

Nel 1969 partecipa alla colonna sonora del film Nell'anno del Signore di Luigi Magni e composta da Armando Trovajoli per il celebre Tema di Giuditta.
Il 1971 è l'anno di Giù la testa ed è il momento in cui la sua voce che canta, tra le altre, Sean Sean, entra nella storia della musica da film.
Sempre nello stesso anno Nicola Piovani la chiama per collaborare all'album Non al denaro, non all'amore né al cielo di Fabrizio De André: e il disco si conclude con la sua voce che canta in Il suonatore Jones.
Nel 1972, come solista, sempre nel contesto del gruppo I cantori moderni di Alessandro Alessandroni, incide la colonna sonora dello sceneggiato di successo A come Andromeda, composta e diretta da Mario Migliardi.
Collabora poi con Francesco De Gregori, cantando nel brano Le strade di lei, contenuto nell'album Alice non lo sa.
Edda Dell'Orso ha svolto per anni un'intensa attività concertistica in Italia e all'estero, accompagnata spesso al pianoforte dal marito; inoltre ha insegnato canto presso il Centro Sperimentale di Cinematografia.
Nel 1997 ha riproposto la celebre colonna sonora di Giù la testa nella terza puntata della trasmissione televisiva Anima mia (condotta su Rai 2 da Fabio Fazio e Claudio Baglioni), in una versione cantata insieme a Baglioni.
Nel 2009 ha ripreso a cantare in pubblico, esibendosi perlopiù in concerti di beneficenza, accompagnata da suo marito Giacomo al pianoforte e da Piero Montanari al basso. La sua voce, ancora cristallina, non ha perso lo smalto dei vecchi tempi e il suo repertorio è quello dei film di Ennio Morricone.
Il 16 ottobre 2010 ha partecipato alla manifestazione Musica da film-tributo a Pino Rucher. La manifestazione è stata patrocinata dai Comuni di San Nicandro Garganico e di Manfredonia.
Nel 2011 collabora al progetto Rome dei produttori Danger Mouse e Daniele Luppi i quali registrano un disco ispirati al mondo dei spaghetti western e del maestro Ennio Morricone. Alcune tracce vengono registrate anche da Jack White e Norah Jones
Nel 2013 collabora come vocal coach e appare come voce narrante in un musical per beneficenza dal titolo "Davide - Il Musical" in scena al teatro Ghione il 30 giugno e il 7 luglio.
Dal 2013 e per quasi tutti gli anni '10 inizia la collaborazione con il musicista Alex Puddu e incide alcuni brani per i suoi album tra i quali Registrazioni al buio, The mark of the Devil,The gambler.

## Discografia parziale

### Album
- 1974 - Samba para ti (Vedette Phase 6, VPAS 930) con Bruno Battisti D'Amario
- 1975 - Granada (Vedette Phase 6, VPAS 934) con Bruno Battisti D'Amario
- 1983 - Edda's classical machine (CAM)
- 1999 - It's time to sing (Hexacord)
- 2007 - Voice (Bella casa music)
- 2008 - Edda Dell'Orso performs Ennio Morricone (GDM Music)
- 2008 - Sogni di bambina (GDM Music)

### Raccolte
- 2002 - Al cinema con Edda Dell'Orso (Hexacord)

### Partecipazioni
- 1964 - Sergio Endrigo Endrigo nel brano Annamaria
- 1970 - Chico Buarque de Hollanda Per un pugno di samba
- 1970 - Claudio Baglioni Claudio Baglioni nel brano I silenzi del tuo amore
- 1971 - Fabrizio De André Non al denaro, non all'amore né al cielo nei brani Un malato di cuore, Un chimico, Il suonatore Jones
- 1972 - The Trip Atlantide nel brano Atlantide
- 1973 - Francesco de Gregori Alice non lo sa nel brano Le strade di lei
- 1975 - Adriano Pappalardo Mi basta così
- 2011 - Danger Mouse, Daniele Luppi, Jack White e Norah Jones Rome
- 2013 - Alex Puddu Registrazioni al buio
- 2016 - Alex Puddu In The Eye Of The Cat

## Colonne sonore
| Anno | Titolo                                                           | Autore della colonna sonora         | Regista                  |
| ---- | ---------------------------------------------------------------- | ----------------------------------- | ------------------------ |
| 1964 | I malamondo                                                      | Ennio Morricone                     | Paolo Cavara             |
| 1965 | Per qualche dollaro in più - brano Il vizio d'uccidere           | Ennio Morricone                     | Sergio Leone             |
| 1965 | Johnny West il mancino                                           | Angelo Francesco Lavagnino          | Gianfranco Parolini      |
| 1966 | Come imparai ad amare le donne                                   | Ennio Morricone                     | Luciano Salce            |
| 1966 | Un uomo a metà                                                   | Ennio Morricone                     | Vittorio De Seta         |
| 1966 | Il buono, il brutto, il cattivo                                  | Ennio Morricone                     | Sergio Leone             |
| 1966 | Fumo di Londra                                                   | Piero Piccioni                      | Alberto Sordi            |
| 1967 | ...4..3..2..1...morte                                            | Marcello Giombini                   | Primo Zeglio             |
| 1967 | Agente speciale L.K. (Operazione Re Mida)                        | Bruno Nicolai                       | Jesús Franco             |
| 1967 | La resa dei conti - brano La caccia                              | Ennio Morricone                     | Sergio Sollima           |
| 1967 | Il giardino delle delizie                                        | Ennio Morricone                     | Silvano Agosti           |
| 1967 | La ragazza e il generale                                         | Ennio Morricone                     | Pasquale Festa Campanile |
| 1967 | Faccia a faccia                                                  | Ennio Morricone                     | Sergio Sollima           |
| 1967 | Il libro dell'arte (documentario)                                | Ennio Morricone                     | Luciano Emmer            |
| 1967 | Lo straniero                                                     | Piero Piccioni                      | Luchino Visconti         |
| 1967 | Matchless                                                        | Ennio Morricone, Piero Piccioni     | Alberto Lattuada         |
| 1968 | Ecce Homo - I sopravvissuti                                      | Ennio Morricone                     | Bruno Gaburro            |
| 1968 | Eva, la venere selvaggia                                         | Roberto Pregadio                    | Roberto Mauri            |
| 1968 | Fenomenal e il tesoro di Tutankamen                              | Bruno Nicolai                       | Ruggero Deodato          |
| 1968 | I giovani tigri                                                  | Piero Piccioni                      | Antonio Leonviola        |
| 1968 | Scusi, facciamo l'amore?                                         | Ennio Morricone                     | Vittorio Caprioli        |
| 1968 | C'era una volta il West                                          | Ennio Morricone                     | Sergio Leone             |
| 1968 | Diabolik                                                         | Ennio Morricone                     | Mario Bava               |
| 1968 | L'età del malessere                                              | Stefano Torossi                     | Giuliano Biagetti        |
| 1969 | Philosophy in the Boudoir                                        | Bruno Nicolai                       | Jess Franco              |
| 1969 | Angeli bianchi... angeli neri                                    | Piero Umiliani                      | Luigi Scattini           |
| 1969 | Gli angeli del 2000                                              | Mario Molino                        | Hanil Ranieri            |
| 1969 | Gott mit uns (Dio è con noi)                                     | Ennio Morricone                     | Giuliano Montaldo        |
| 1969 | H2S                                                              | Ennio Morricone                     | Roberto Faenza           |
| 1969 | Giotto (documentario)                                            | Ennio Morricone                     | Luciano Emmer            |
| 1969 | La stagione dei sensi                                            | Ennio Morricone                     | Massimo Franciosa        |
| 1969 | Il commissario Pepe                                              | Armando Trovajoli                   | Ettore Scola             |
| 1969 | Interrabang                                                      | Berto Pisano                        | Giuliano Biagetti        |
| 1969 | La donna invisibile                                              | Ennio Morricone                     | Paolo Spinola            |
| 1969 | Uccidete il vitello grasso e arrostitelo                         | Ennio Morricone                     | Salvatore Samperi        |
| 1969 | Sai cosa faceva Stalin alle donne?                               | Ennio Morricone                     | Maurizio Liverani        |
| 1969 | La tenda rossa                                                   | Ennio Morricone                     | Mikhail Kalatozov        |
| 1969 | Femmine insaziabili                                              | Bruno Nicolai                       | Alberto De Martino       |
| 1969 | Metti, una sera a cena                                           | Ennio Morricone                     | Giuseppe Patroni Griffi  |
| 1970 | 5 bambole per la luna d'agosto                                   | Piero Umiliani                      | Mario Bava               |
| 1970 | Ciao Gulliver                                                    | Piero Piccioni                      | Carlo Tuzii              |
| 1970 | Intimità proibite di una giovane sposa                           | Stelvio Cipriani                    | Oscar Brazzi             |
| 1970 | Le foto proibite di una signora per bene                         | Ennio Morricone                     | Luciano Ercoli           |
| 1970 | Giochi particolari                                               | Ennio Morricone                     | Franco Indovina          |
| 1970 | L'uccello dalle piume di cristallo                               | Ennio Morricone                     | Dario Argento            |
| 1970 | Quando le donne avevano la coda                                  | Ennio Morricone                     | Pasquale Festa Campanile |
| 1970 | De Sade 2000                                                     | Bruno Nicolai                       | Jess Franco              |
| 1970 | La moglie più bella                                              | Ennio Morricone                     | Damiano Damiani          |
| 1971 | Bello, onesto, emigrato Australia sposerebbe compaesana illibata | Piero Piccioni                      | Luigi Zampa              |
| 1971 | La corta notte delle bambole di vetro                            | Ennio Morricone                     | Aldo Lado                |
| 1971 | Lo chiamavano King                                               | Luis Bacalov                        | Giancarlo Romitelli      |
| 1971 | Deserto di fuoco                                                 | Roberto Pregadio, Franco Bixio      | Renzo Merusi             |
| 1971 | Forza "G"                                                        | Ennio Morricone                     | Duccio Tessari           |
| 1971 | Il gatto a nove code                                             | Ennio Morricone                     | Dario Argento            |
| 1971 | Giornata nera per l'ariete                                       | Ennio Morricone                     | Luigi Bazzoni            |
| 1971 | Giù la testa                                                     | Ennio Morricone                     | Sergio Leone             |
| 1971 | Gli scassinatori                                                 | Ennio Morricone                     | Henri Verneuil           |
| 1971 | Kill!                                                            | Jacques Chaumont, Berto Pisano      | Romain Gary              |
| 1971 | Questo sporco mondo meraviglioso                                 | Piero Umiliani                      | Mino Loy, Luigi Scattini |
| 1971 | Una vergine tra i morti viventi                                  | Bruno Nicolai                       | Jess Franco              |
| 1971 | Il vichingo venuto dal sud                                       | Armando Trovajoli                   | Steno                    |
| 1971 | La volpe dalla coda di velluto                                   | Piero Piccioni                      | José María Forqué        |
| 1971 | L'uomo dagli occhi di ghiaccio                                   | Peppino De Luca e i Marc 4          | Alberto De Martino       |
| 1971 | Veruschka, poesia di una donna                                   | Ennio Morricone                     | Franco Rubartelli        |
| 1972 | A come Andromeda                                                 | Mario Migliardi                     | Vittorio Cottafavi       |
| 1972 | Cosa avete fatto a Solange?                                      | Ennio Morricone                     | Massimo Dallamano        |
| 1972 | I figli chiedono perché                                          | Ennio Morricone                     | Nino Zanchin             |
| 1972 | Il diavolo nel cervello                                          | Ennio Morricone                     | Sergio Sollima           |
| 1972 | Il grande duello                                                 | Luis Bacalov                        | Giancarlo Santi          |
| 1972 | Il maestro e Margherita                                          | Ennio Morricone                     | Aleksandar Petrović      |
| 1972 | La gatta in calore                                               | Gianfranco Plenizio                 | Nello Rossati            |
| 1972 | La notte dei diavoli                                             | Giorgio Gaslini                     | Giorgio Ferroni          |
| 1972 | Peccato mortale                                                  | Piero Piccioni                      | Francisco Rovira Beleta  |
| 1972 | La ragazza dalla pelle di luna                                   | Piero Umiliani                      | Luigi Scattini           |
| 1973 | Anna, quel particolare piacere                                   | Luciano Michelini                   | Giuliano Carnimeo        |
| 1973 | Crescete e moltiplicatevi                                        | Ennio Morricone                     | Giulio Petroni           |
| 1973 | La morte ha sorriso all'assassino                                | Berto Pisano                        | Joe D'Amato              |
| 1973 | Simbad e il califfo di Bagdad                                    | Alessandro Alessandroni             | Pietro Francisci         |
| 1973 | Un modo di essere donna                                          | Piero Piccioni                      | Pier Ludovico Pavoni     |
| 1974 | Il mio nome è Nessuno                                            | Ennio Morricone                     | Tonino Valerii           |
| 1974 | Adolescenza perversa                                             | Franco Micalizzi                    | José Bénazéraf           |
| 1974 | Flavia, la monaca musulmana                                      | Nicola Piovani                      | Gianfranco Mingozzi      |
| 1974 | Il sorriso del grande tentatore                                  | Ennio Morricone                     | Damiano Damiani          |
| 1974 | La cugina                                                        | Ennio Morricone                     | Aldo Lado                |
| 1974 | La svergognata                                                   | Berto Pisano                        | Giuliano Biagetti        |
| 1974 | Il segreto                                                       | Ennio Morricone                     | Robert Enrico            |
| 1976 | La dottoressa del distretto militare                             | Piero Umiliani                      | Nando Cicero             |
| 1976 | Mondo di notte oggi                                              | Gianni dell'Orso                    | Gianni Proia             |
| 1976 | Roma drogata la polizia non può intervenire                      | Albert Verrecchia                   | Lucio Marcaccini         |
| 1977 | Il gatto                                                         | Ennio Morricone                     | Luigi Comencini          |
| 1978 | Amore, piombo e furore                                           | Pino Donaggio                       | Monte Hellman            |
| 1979 | Midnight Blue                                                    | Stelvio Cipriani                    | Raimondo del Balzo       |
| 1980 | Io e Caterina                                                    | Piero Piccioni                      | Alberto Sordi            |
| 1980 | Il ladrone                                                       | Ennio Morricone                     | Pasquale Festa Campanile |
| 1981 | Caligola e Messalina                                             | Giacomo Dell'Orso, Gianni Dell'Orso | Bruno Mattei             |
| 1982 | Nerone e Poppea                                                  | Giacomo Dell'Orso                   | Bruno Mattei             |
| 1984 | C'era una volta in America                                       | Ennio Morricone                     | Sergio Leone             |
| 1988 | Gli angeli del potere                                            | Ennio Morricone                     | Giorgio Albertazzi       |
| 1988 | Il segreto del Sahara                                            | Ennio Morricone                     | Alberto Negrin           |
| 1996 | Nostromo                                                         | Ennio Morricone                     | Alastair Reid            |
| 1997 | Incontri proibiti                                                | Piero Piccioni                      | Alberto Sordi            |
| 1998 | Bulworth - Il senatore                                           | Ennio Morricone                     | Warren Beatty            |
| 2005 | Il capitano                                                      | Fabio Frizzi                        | Vittorio Sindoni         |
| 2013 | La migliore offerta                                              | Ennio Morricone                     | Giuseppe Tornatore       |